# Хатки (Херсонская область)
Хатки (укр. Хатки) — село в Скадовской городской общине Скадовского района Херсонской области Украины.
Почтовый индекс — 75740. Телефонный код — 5537. Код КОАТУУ — 6524783506.

## Население
Население по переписи 2001 года составляло 309 человек.

### Языковой состав
Родной язык населения по данным переписи 2001 года:
| Язык       | Численность, чел. | Доля     |
| ---------- | ----------------- | -------- |
| Украинский | 303               | 98,06 %  |
| Русский    | 6                 | 1,94 %   |
| Итого      | 309               | 100,00 % |

## История
В 1946 году указом ПВС УССР село Дурна Хатка переименовано в Хатки.
В 2022 году, во время вторжения России в Украину, село было захвачено. На данный момент находится под российской оккупацией.

## Местный совет
75740, Херсонская обл., Скадовский р-н, с. Птаховка, ул. Кожущенка, 54